# Благодаровский сельсовет
Благодаровский сельсовет — сельское поселение в Бугурусланском районе Оренбургской области Российской Федерации.
Административный центр — село Благодаровка.

## История
9 марта 2005 года в соответствии с законом Оренбургской области № 1895/321-III-ОЗ образовано сельское поселение Благодаровский сельсовет, установлены границы муниципального образования.

## Население
| 2010  | 2012  | 2013  | 2014  | 2015  | 2016  | 2017  |
| ----- | ----- | ----- | ----- | ----- | ----- | ----- |
| 1115  | ↘1108 | ↘1081 | ↘1065 | ↗1091 | →1091 | ↘1056 |
| 2018  | 2019  | 2020  | 2021  |       |       |       |
| ↘1039 | ↘1008 | ↘971  | ↘964  |       |       |       |

## Состав сельского поселения
| № | Населённый пункт | Тип населённого пункта       | Население |
| - | ---------------- | ---------------------------- | --------- |
| 1 | Алга             | посёлок                      | 49        |
| 2 | Благодаровка     | село, административный центр | 729       |
| 3 | Карповка         | деревня                      | 55        |
| 4 | Передовка        | деревня                      | 80        |
| 5 | Пчёлка           | посёлок                      | 51        |
| 6 | Саловка          | деревня                      | 135       |
| 7 | Юлдуз            | посёлок                      | 16        |